# Elimination Chamber (2011)
Elimination Chamber (2011) — второе по счёту рестлинг-шоу Elimination Chamber, организованное американским промоушном World Wrestling Entertainment (WWE). Мероприятие прошло 20 февраля 2011 года на «Оракл-арене» в Окленде, Калифорния, США.
В Германии шоу рекламировалось под именем No Escape (рус. Некуда бежать), чтобы избежать ассоциаций с Холокостом. Оригинальное название (рус. Камера уничтожения) могло вызвать у немцев параллели с газовыми камерами нацистcкого режима.
Шоу по системе PPV посмотрели около 212 000 человек. Это достаточно серьёзное падение по сравнению с предыдущим годом (287 000 покупок).

## Превью
Главной особенностью и маркетинговым ходом шоу является бой по правилам Камеры уничтожения. По сути, это матч в клетке со специальными условиями, где для победы требуется победить остальных участников. Традиционно на данном PPV защищаются главные титулы компании (на тот момент чемпионство WWE и чемпионство мира в тяжёлом весе).
Вокруг чемпионства WWE развернулось два сюжета. Изначально Миз должен был защищать чемпионский пояс в Камере уничтожения. Однако на RAW 31 января анонимный генеральный менеджер внес существенные изменения. Он объявил, что на еженедельнике пройдет матч по типу Королевской битвы на семь человек, чтобы выявить оппонента Миза для Elimination Chamber. В то же время сам поединок по правилам Камеры уничтожения определит противника для чемпиона на Реслмании. Матч на RAW выиграл Джерри Лоулер, а остальные участники были добавлены в упомянутый бой на PPV.
Победа Лоулера продолжила его сюжет с чемпионом WWE. Их противостояние завязалось после того, как Миз реализовал чемодан Money in the Bank. Комментатор RAW раскритиковал этот поступок Мизанина из-за того, что он использовал свое право в момент сюжетной травмы Рэнди Ортона. Мизу это крайне не понравилось, и он вызвал легенду на поединок. Несмотря на то, что на TLC Джерри проиграл чемпиону в матче с лестницами, их вражда неявно продолжалась. После того как Лоулер стал претендентом на титул, противостояние разгорелось с новой силой.
На следующий день после победы на Royal Rumble Альберто дель Рио объявил, что идёт за чемпионством мира в тяжёлом весе. В то время обладатель титула Эдж находился в разгаре противостояния с Долфом Зигглером и его подружкой Викки Герреро. Она продолжила злоупотреблять полномочиями генерального менеджера, создавая проблемы чемпиону. На SmackDown от 11 февраля Герреро назначила Эджу защиту титула против Зигглера, а себя — рефери этого матча. Перед титульным боём она добавила условие, что применение коронного «Гарпуна» приведёт к переходу пояса к Долфу. Чемпион выиграл в матче, но использовал запрещённый приём, в результате чего Викки лишила его чемпионства. Во время RAW Эдж вступил в короткую перепалку с Альберто дель Рио, но вмешалась Герреро. Она напомнила, что чемпионом в тяжёлом весе теперь является Зигглер, и на следующем SmackDown состоится его официальная коронация, оставив Эджа в недоумении. 18 февраля Тэдди Лонг вернулся после травмы к обязанностям генерального менеджера. Выяснилось, что Герреро и Зигглер были замешаны в нападении на него. В результате Лонг дал бывшему чемпиону матч-реванш. Эдж одолел Зигглера, вернув титул, и отправился защищать его на PPV.
Параллельно с чемпионским сюжетом на SmackDown прошли квалификационные матчи за право участвовать в Камере уничтожения за чемпионство мира в тяжёлом весе. В итоге участниками стали Дрю Макинтайр, Рей Мистерио, Уэйд Барретт и Кейн. Викки Герреро также добавила в матч Долфа Зигглера, но Тэдди Лонг убрал её с управленческой должности и сюжетно уволил Долфа. Его место занял Биг Шоу.

## Результаты
| №                                                        | Результат                                                                           | Тип матча                                                                                    | Время |
| -------------------------------------------------------- | ----------------------------------------------------------------------------------- | -------------------------------------------------------------------------------------------- | ----- |
| Эксклюзивно для посетителей шоу перед началом трансляции |                                                                                     |                                                                                              |       |
| *                                                        | Дэниел Брайан (с) победил Тэда Дибиаси                                              | Одиночный матч за титул чемпиона Соединённых Штатов WWE                                      | —     |
| Основное шоу                                             |                                                                                     |                                                                                              |       |
| 1                                                        | Альберто Дель Рио (с Рикардо Родригесом) победил Кофи Кингстона                     | Одиночный матч                                                                               | 10:30 |
| 2                                                        | Эдж (c) победил Биг Шоу, Дрю Макинтайра, Рея Мистерио, Кейна и Уэйда Барретта       | Матч по правилам Камеры уничтожения за титул чемпиона мира в тяжёлом весе                    | 31:10 |
| 3                                                        | Джастин Гэбриел и Хит Слэйтер победили Сантино Мареллу и Владимира Козлова (с)      | Командный матч за титул командных чемпионов WWE                                              | 5:05  |
| 4                                                        | Миз (с Алексом Райли) (с) победил Джерри Лоулера                                    | Одиночный матч за титул чемпиона WWE                                                         | 12:10 |
| 5                                                        | Джон Сина победил Шеймуса, Рэнди Ортона, СМ Панка, Джона Моррисона и Рона Киллингса | Матч по правилам Камеры уничтожения за право боя за титул чемпиона WWE на WrestleMania XXVII | 33:15 |
| (c) — чемпион на момент поединка                         |                                                                                     |                                                                                              |       |

### Камера уничтоженияSmackDown
| № вылета   | Участник      | № выхода | Выбил   | Время |
| ---------- | ------------- | -------- | ------- | ----- |
| 1          | Уэйд Барретт  | 3        | Биг Шоу | 18:28 |
| 2          | Биг Шоу       | 6        | Кейн    | 20:35 |
| 3          | Дрю Макинтайр | 5        | Кейн    | 20:45 |
| 4          | Кейн          | 4        | Эдж     | 22:35 |
| 5          | Рей Мистерио  | 2        | Эдж     | 31:10 |
| Победитель | Эдж           | 1        |         | 31:10 |

### Камера уничтоженияRAW
| № вылета   | Участник      | № выхода | Выбил         | Время |
| ---------- | ------------- | -------- | ------------- | ----- |
| 1          | Рон Киллингс  | 5        | Шеймус        | 17.35 |
| 2          | Рэнди Ортон   | 3        | СМ Панк       | 21:35 |
| 3          | Шеймус        | 2        | Джон Моррисон | 25:30 |
| 4          | Джон Моррисон | 1        | СМ Панк       | 32:50 |
| 5          | СМ Панк       | 6        | Джон Сина     | 33:15 |
| Победитель | Джон Сина     | 4        |               | 33:15 |